# Carlos Soler
Carlos Soler Barragán (* 2. Januar 1997 in Valencia) ist ein spanischer Fußballspieler.

## Karriere

### Im Verein
Soler begann seine Karriere beim FC Valencia. Im Mai 2015 spielte er erstmals für die Drittligamannschaft. Sein Profidebüt gab Soler im Dezember 2015 in der Primera División gegen Real Sociedad. Am 10. Dezember 2016 erzielte er beim 2:0-Auswärtssieg gegen den FC Villarreal sein erstes Pflichtspieltor im Profifußball. Bei Valencia besitzt Soler einen bis Juni 2021 gültigen Vertrag mit einer Ausstiegsklausel. Am 1. September 2022 wechselte er in die französische Liga zu Paris Saint-Germain.
Im August 2024 wurde er an West Ham United verliehen.

### In der Nationalmannschaft
Ende Juni 2021 wurde Soler in den Kader der spanischen Olympiaauswahl für das Fußballturnier der Olympischen Sommerspiele 2021 berufen.

## Titel

### Vereine
Spanien
- Pokalsieger: 2019 (FC Valencia)

Frankreich
- Meister: 2023, 2024 (Paris Saint-Germain)
- Pokalsieger: 2024 (Paris Saint-Germain)
- Supercupsieger: 2023 (Paris Saint-Germain)

### Nationalmannschaft
- UEFA-Nations-League-Sieger: 2023
- U21-Europameister: 2019